# Pupkewitz Holdings
Pupkewitz Holdings (kurz Pupkewitz oder auch Pupkewitz Group) ist eine namibische Unternehmensgruppe mit Sitz in Windhoek. Sie wurde von Harold Pupkewitz, dem Sohn des Firmengründers, bis zu seinem Tod am 27. April 2012 geleitet.
Das 1925 von Max Pupkewitz gegründete Unternehmen zählt heute zu den größten Unternehmensgruppen Namibias und ist führend in vielen Segmenten. Seit der Gründung stehen Ethik und Unterstützung der Arbeitnehmer an erster Stelle des Unternehmens. Aufgrund der COVID-19-Pandemie in Namibia und einer geplanten Umstrukturierung hat das Unternehmen im Juni 2020 allen Angestellten ein Kündigungspaket angeboten.
Das Unternehmen gliedert sich in mehrere Geschäftsbereiche als teilweise eigenständige Unternehmen. Hierzu zählen:
- „Catering Supplies“, seit 1978 (Ausstattung von u. a. Großküchen)
- „GreenTech“ als selbständige Pupkewitz GreenTech (Pty) Ltd, seit 2009 (spezialisiert auf Agrar- und Bewässerungstechniken)
- „MegaCell“, seit 2000 (größter Händler von Mobilfunkgeräten in Namibia)
- „MegaTech“ (Vertrieb von Technologieprodukten an unter anderem Bauunternehmen)
- „Pupkewitz Motors“ (Vertrieb von unter anderem Chevrolet, GWM, Haval, Honda, Isuzu, Lexus, Nissan, Opel und Toyota aus 16 eigenen Autohäusern)
- „Pupkewitz Properties“ (interne Verwaltung von Immobilien der Gruppe)
- „Pupkewitz MegaBuild“ als selbständige M. Pupkewitz & Sons (Pty) Ltd, seit 1923 (eine der größten Baumarktgruppen des südlichen Afrika) – dieser Unternehmenszweig sollte Ende Mai 2010 an ein südafrikanisches Unternehmen verkauft werden.[2]
- „Pupkewitz MegaBoard“ – seit März 2019; Holz- und Tischlerbedarf

Zudem vereint die Pupkewitz Holdings unter der „Pupkewitz Foundation“ als Stiftung alle sozialen Projekte. Hierzu zählt insbesondere die Förderung von Kommunen in Hinblick auf Bildung und Naturschutz.